# Харет (лунный кратер)
Кратер Харет (лат. Haret) — крупный ударный кратер в южном полушарии обратной стороны Луны. Название присвоено в честь румынского астронома и математика Спиру Харета (1851—1912); утверждено Международным астрономическим союзом в 1970 г. 

## Описание кратера

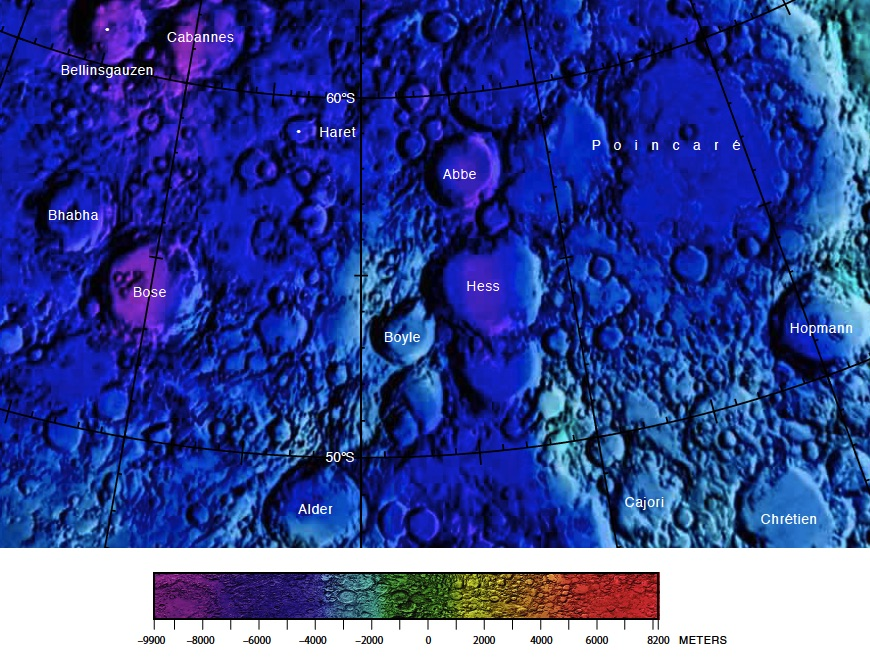
Окрестности кратера Харет. Фрагмент карты области южного полюса Луны.

Ближайшими соседями кратера являются кратер Аббе на западе-северо-западе; кратер Бозе на северо-востоке и кратер Кабанн на юго-востоке. Селенографические координаты центра кратера 58°46′ ю. ш. 176°11′ з. д. / 58,77° ю. ш. 176,19° з. д., диаметр 29,8 км, глубина 2,0 км
Кратер Харет имеет циркулярную форму и умеренно разрушен. Вал сглажен, но сохранил достаточно четкие очертания, северо-восточная и юго-западная части вала перекрыты маленькими кратерами, северная оконечность вала имеет седловатое понижение.  Внутренний склон вала узкий и гладкий, у подножия внутреннего склона почти по всему периметру расположен грабен или борозда. Дно чаши затоплено базальтовой лавой, без приметных структур кроме сдвоенной пары маленьких кратеров у подножия западной части внутреннего склона.
На некоторых старых картах кратер можно встретить под названием Spiru Haret.

## Сателлитные кратеры
| Харет | Координаты                                              | Диаметр, км |
| ----- | ------------------------------------------------------- | ----------- |
| C     | 57°36′ ю. ш. 173°42′ з. д. / 57,6° ю. ш. 173,7° з. д.   | 28,5        |
| Y     | 56°04′ ю. ш. 176°52′ з. д. / 56,07° ю. ш. 176,86° з. д. | 28,6        |

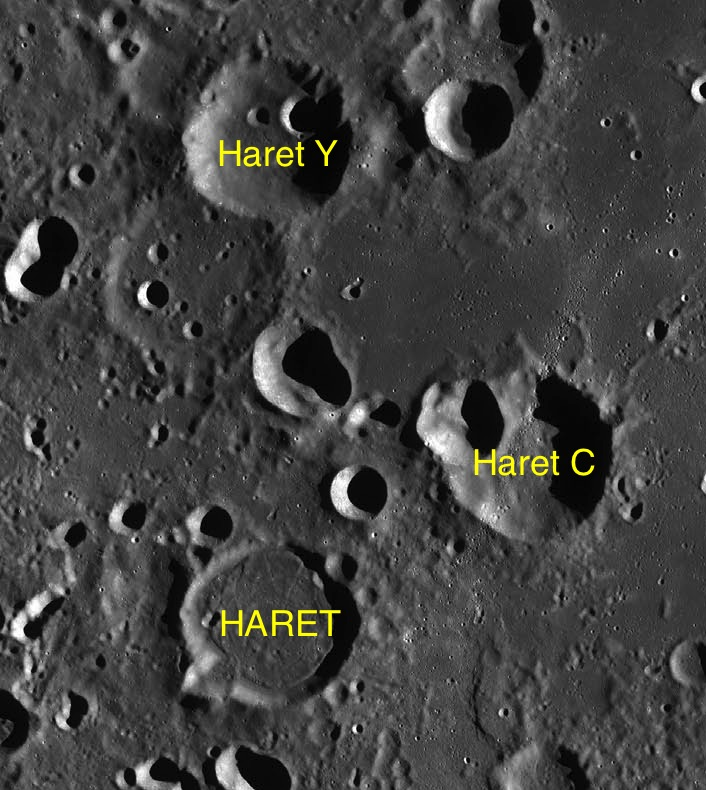
Фрагмент карты LAC-132.

- Образование сателлитного кратера Харет C относится к нектарскому периоду[4].

## См.также
- Список кратеров на Луне
- Лунный кратер
- Морфологический каталог кратеров Луны
- Планетная номенклатура
- Селенография
- Минералогия Луны
- Геология Луны
- Поздняя тяжёлая бомбардировка